# Джаламід
Джаламід — родовище фосфоритів у Саудівській Аравії, один з найбільших проектів у світі у 1990-х роках.

## Історія
1996 року складено проект кар'єру і збагачувальної фабрики річною потужністю 4.5 млн т концентрату.

## Характеристика
Підтверджені запаси родовища — 213 млн т руди при середньому вмісті Р2О5 21 %.
1997 року право розробляти родовище отримала компанія Ma'aden із Саудівській Аравії, яка, перш ніж приступити до здійснення проекту, взяла участь у програмі регіональних робіт на площі 30 тис. кв.км, виконавши буріння в районі родовища Джаламід. У результаті було виявлено декілька нових фосфоритових об'єктів, зокрема ще одне велике родовище Умм-Вуель з запасами — 200 млн т руди із вмістом Р2О5 15-20 %. Нові прояви фосфоритів виявлені також поблизу м. Ар'ар, за 40 км на південний схід від родовища Джаламід, в формації Бадана (Badanah) і на південний захід від басейну Сірхан-Турайф [Annual Review. Asia & Australia. 1999].
2000 року компанії Ma'aden і Saudi Oger утворили спільне підприємство. 2000 року Ma'aden почала черговий етап ГРР на родовищі.

## Технологія розробки
Розробка ведеться гірничозбагачувальним комбінатом Джаламід.